# Chelonodon
Chelonodon – rodzaj ryb rozdymkokształtnych z rodziny rozdymkowatych.

## Klasyfikacja
Gatunki zaliczane do tego rodzaju:
- Chelonodon dapsilis
- Chelonodon laticeps
- Chelonodon patoca - rozdymka patoka[potrzebny przypis]
- Chelonodon pleurospilus